# Liste der Baudenkmale in Kirchweyhe
In der Liste der Baudenkmale in Kirchweyhe sind die Baudenkmale des niedersächsischen Ortes Kirchweyhe aufgelistet. Dies ist ein Teil der Liste der Baudenkmale in Uelzen. Der Stand der Liste ist der 18. November 2021.
Die Quelle der  IDs und der Beschreibungen ist der Denkmalatlas Niedersachsen.

## Allgemein
In den Spalten befinden sich folgende Informationen:
- Lage: die Adresse des Baudenkmales und die geographischen Koordinaten. Kartenansicht, um Koordinaten zu setzen. In der Kartenansicht sind Baudenkmale ohne Koordinaten mit einem roten Marker dargestellt und können in der Karte gesetzt werden. Baudenkmale ohne Bild sind mit einem blauen Marker gekennzeichnet, Baudenkmale mit Bild mit einem grünen Marker.
- Bezeichnung: Bezeichnung des Baudenkmales
- Beschreibung: die Beschreibung des Baudenkmales. Unter § 3 Abs. 2 NDSchG werden Einzeldenkmale und unter § 3 Abs. 3 NDSchG Gruppen baulicher Anlagen und deren Bestandteile ausgewiesen.
- ID: die Objekt-ID des Baudenkmales
- Bild: ein Bild des Baudenkmales, ggf. zusätzlich mit einem Link zu weiteren Fotos des Baudenkmals im Medienarchiv Wikimedia Commons. Wenn man auf das Kamerasymbol klickt, können Fotos zu Baudenkmalen aus dieser Liste hochgeladen werden:

## Kirchweyhe

### Einzeldenkmal in Kirchweyhe
| Lage                                   | Bezeichnung      | Beschreibung | ID       | Bild |
| -------------------------------------- | ---------------- | --- | -------- | ---- |
| Kirchberg 3 53° 0′ 9″ N, 10° 31′ 59″ O | Ehemalige Schule | Langgestrecktes, traufständiges, eingeschossiges Fachwerkgebäude unter ziegelgedecktem Halbwalmdach. Errichtet als ehemaliges Schul- und Küsterhaus westlich der Kirche in der ersten Hälfte des 19. Jahrhunderts.                                                              | 31006653 | BW   |
| Kirchberg 5 53° 0′ 8″ N, 10° 32′ 1″ O  | Kirche           | Die Georgskirche wurde von 1835 bis 1841 erbaut, der Vorgängerbau war baufällig geworden. Der Entwurf stammt von Ludwig Hellner aus Hannover. Es ist ein klassizistischer Backsteinbau. Im Inneren befindet sich eine Flachdecke. Die Altarwand ist mit Pilastern ausgestattet. | 31006670 |      |